# أسماء إسطنبول

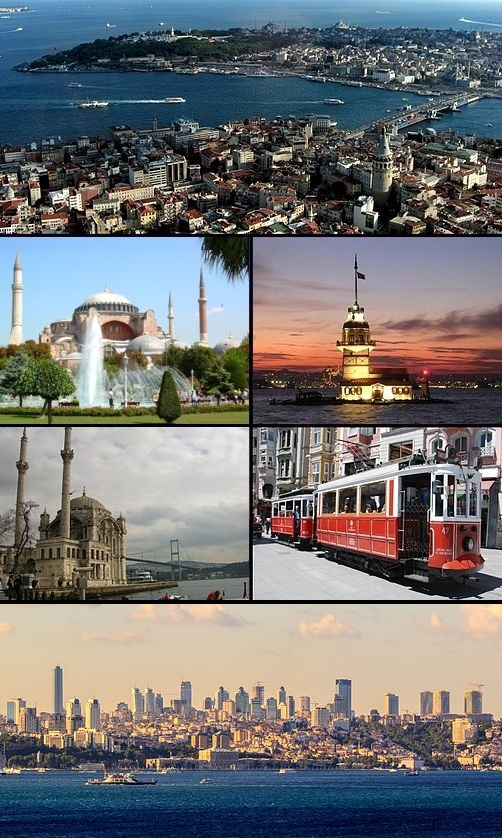

مدينة اسطنبول عٌرفت عبر العصور باسماء مختلفة كثيرة، لعل أبرزها الأسماء بجانب الأسماء التركية الحديثة هي بيزنطة والقسطنطينية. الأسماء المختلفة للمدينة ترتبط بمراحل المدينة التاريخية المختلفة واللغات المختلفة.

## الأسماء في تسلسل تاريخي

### بيزنطة
يعد «بيزنطة» الاسم الأول المعروف للمدينة، والتي تأسست على يد مجموعة من المستوطنين الإغريق الوافدين من مدينة (ميغارا)، والقادمين إلى موقعها الحالي، والذين أسسوا مستعمرة صغيرة فيها عرفت باسم (بيزاس).

### القسطنطينية
أصبحت تعرف المدينة باسم «القسطنطينية»، أي مدينة قسطنطين، وذلك بعد أن جعلها قسطنطين الأول العاصمة الشرقية للإمبراطورية الرومانية، علماً أنه حاول جعل اسمها «روما الجديدة» إلا أنه لم يستطع، ولا بد من الإشارة إلى أن هذا الاسم بقي الاسم الرسمي لها طيلة عهد الإمبراطورية البيزنطية، واسمترت الأمم الغربية والأوروبية باستعماله إلى أن تأسست الجمهورية التركية.

### أسماء عثمانية
من الأسماء التي اسنخدمت في العصر العثماني إسلامبول، وهو تحريف لاسطنبول. ومن الأسماء العثمانية أيضا دار السعادة، الذي يشير إلى دار الحكم الواقعة في إسطنبول لكنها قد تشير إلى المدينة أيضا. وحرفت أيضا إلى در سعادت. كما سميت إسطنبول در عليه.
ومن الأسماء التي استخدمت في المصادر العثمانية والعربية التاريخية آستانة وتعني عتبة الباب والمركز والتكية الكبيرة.